# Blažovce
Blažovce jsou obec na Slovensku v okrese Turčianske Teplice. V roce 2023 zde žilo 164 obyvatel.

## Historie
První písemná zmínka o obci pochází z roku 1343.
V roce 1952 byla k obci připojena obec Bodovice, pravděpodobně na konci 19. století k obci náležela také osada Vachotovice (v současnosti již neexistuje)

## Památky
- Kurie v Blažovcích, původně barokní stavba z první poloviny 19. století. Reprezentuje tehdejší typ obydlí střední vrstvy turčianských zemanů. Je víceprostorová, s výrazným jednoosovým portikem s trojúhelníkovým štítem na východní straně. Kopie tohoto objektu je umístěna v Muzeu slovenské dědiny v Martine. [4]

## Osobnosti
- Ondrej Bodó (1663 – 1708) evangelický farář, autor náboženských textů, skladatel duchovních písní
- Ján Lichner (1882 – 1964) kněz, spisovatel, redaktor

## Galerie

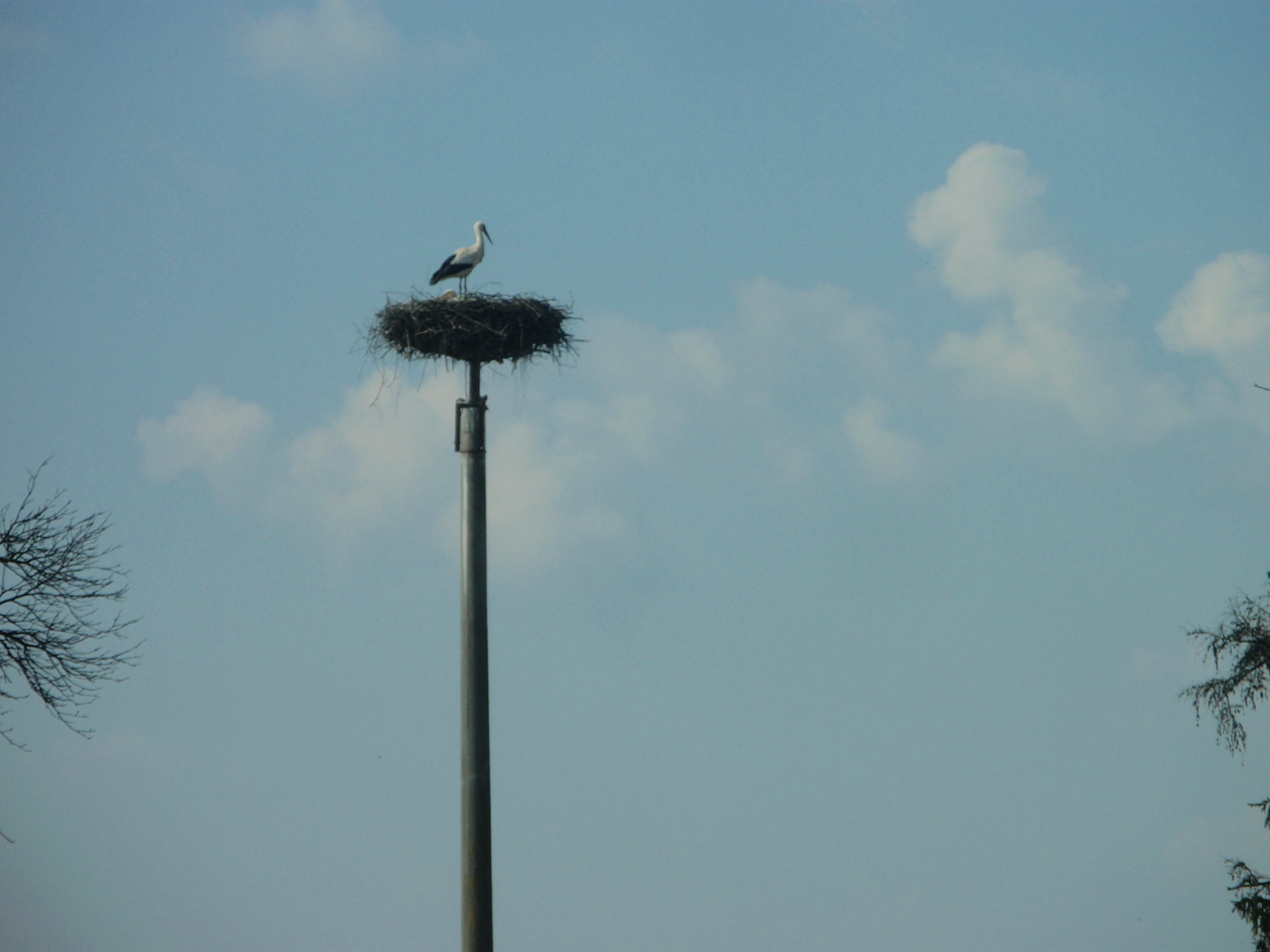
Čapí hnízdo v obci
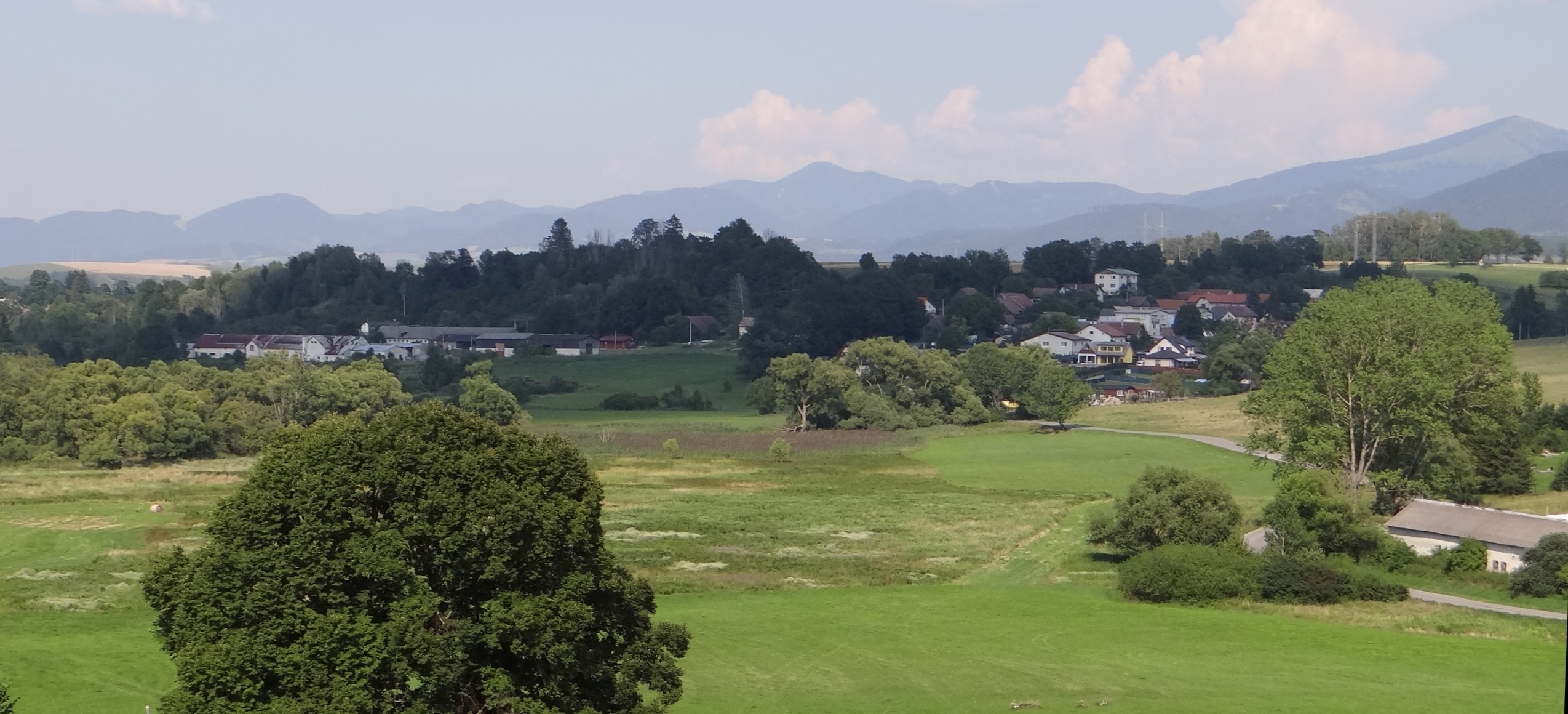
Celkový pohled na obec
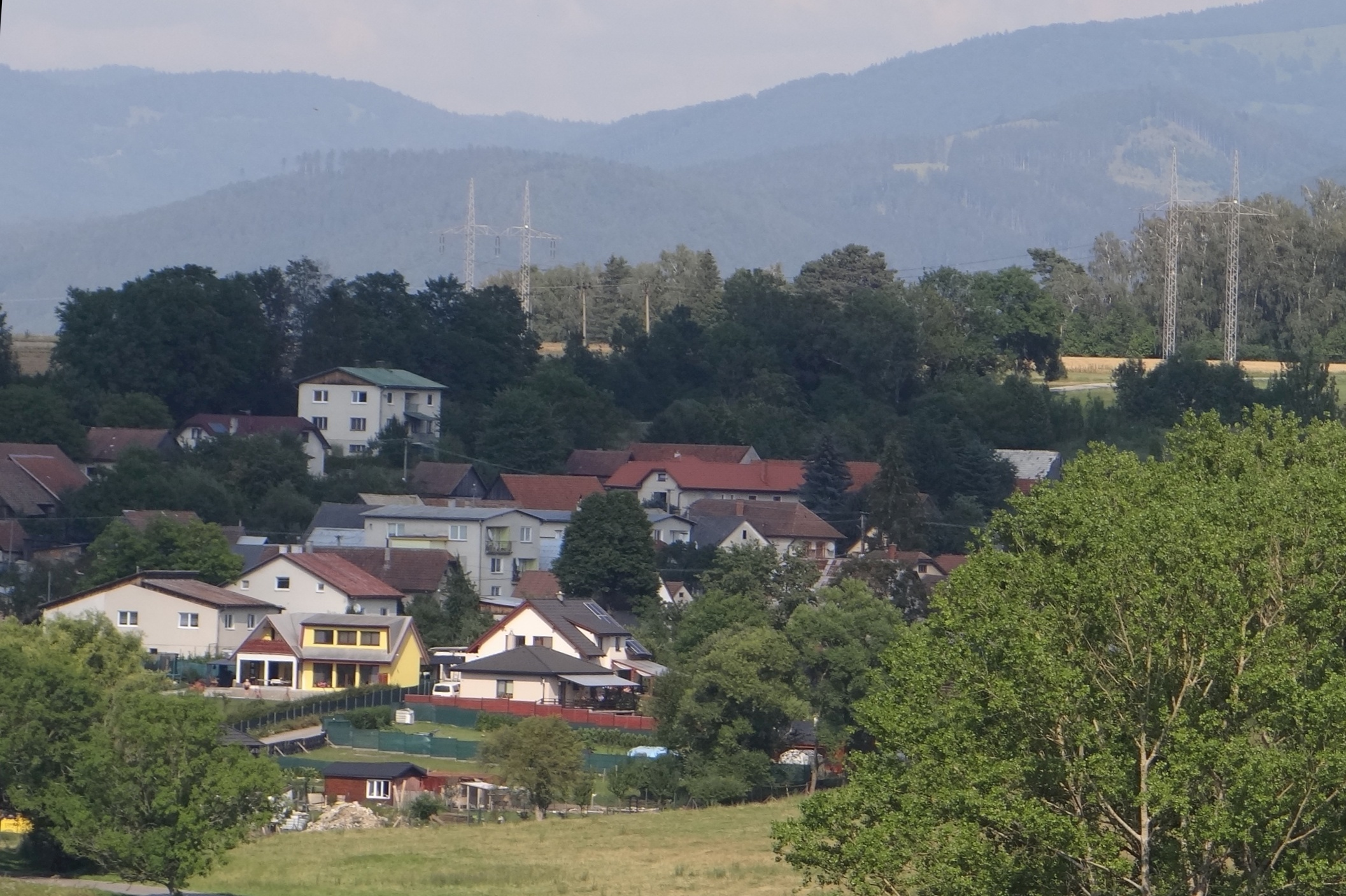
Pohled na obec od Socovec